# 李麗秋
李麗秋（英文名：Judy Lee），是一位出身臺灣臺南的企業家。她是特力集團的共同創辦人之一。

## 生平
年少時，李麗秋成長於一個位在臺南的眷村裡；當時，7位家人住在13坪大的空間裡，並仰賴任職陸軍少校的父親所領取薪資度日。因此，她當時夢想著能為家人賺得一棟三層樓的透天厝。
畢業於淡江大學銀行保險系後，她進入貿易公司由打雜職務做起；她參與於打掃、發送信件、倒茶水及前往工廠寄送樣品等事務，並藉此累積基層實務經驗。後來，她前往桃園信孚貿易公司擔任千斤頂的銷售業務員，並在4年後升任經理。
27歲時，李麗秋遇到一個美國工具進口商在臺灣尋找採購代理，她決定獨自前去應徵並順利獲選；隨後，她在1974年成立秋記貿易公司。在往後的日子裡，她在白天四處接洽生意，晚上還得前往酒家幫客戶買單。3年後，該美國公司被購併，她的公司因而暫失主要營收來源。1978年，她將秋記貿易公司擴大並改名為特力貿易公司，又開始與全球各大零售商往來。
1979年，特力貿易遇到營運瓶頸，並即將耗盡新臺幣一百多萬元的資本；李麗秋因此準備計劃結束經營。此時，何湯雄進入該公司擔任驗貨員以見習經營管理，又被李麗秋的個性與能力感動，並對其展開追求。隨後，李麗秋接受了何湯雄的告白，並一同在事業上攜手創立特力集團。在特力集團成立後，兩人合力推動該企業上市，又在國際市場上拓展其貿易對象，並在臺灣地區經營零售流通業，進而成立特力屋、HOLA、特力廣場、HOMY特力和家、中欣營造、B&S Link、U2id等企業及品牌。
不久，由於突然感到莫名的憤怒與沮喪，她開始省思自己的人生歷程，並決定將自己由領導職務改變為諮詢顧問。

## 家庭
李麗秋與何湯雄在婚後育有3個女兒。

## 獲得獎項及榮譽
- 富比士亞洲50大女強人（2014年）[9]
- 2015《安永企業家獎》年度大獎（2015年）[2][5]

## 軼事
- 有客戶曾故意要求她當面嚼食檳榔，並以此作為交易的交換條件。[1]